# High Data Rate Digital Subscriber Line
High Data Rate Digital Subscriber Line (HDSL) war die erste DSL-Technologie, die ein höheres Frequenzspektrum der Kupferdoppelader nutzte. Sie wurde zunächst in den USA entwickelt. In den USA gibt es Leitungen für 1.544 kbit/s (so genannte T1-Leitungen), die für den Anschluss größerer Telefonanlagen, die Verbindung von Routern untereinander und anderer Kommunikationssysteme genutzt werden. Das dafür verwendete Übertragungssystem verwendete bisher als Leitungscode vorwiegend den AMI-Code. Dieser hat keine große Reichweite, was dann bei langen Leitungen den Einsatz von Repeatern erfordert und verbraucht verhältnismäßig viel Strom.
Mit HDSL werden symmetrische Bitraten übertragen: In beide Richtungen 1544 kbit/s für T1-Leitungen in den USA beziehungsweise 2048 kbit/s bei den E1-Leitungen in Europa.

## 2B1Q-Technik
Die erste HDSL-Technik, die in den USA eingeführt wurde, war der Leitungscode 2B1Q, der mit 784 kbit/s auf einer Doppelader betrieben wurde. Mit zwei Doppeladern wurden dann die vollen 1544 kbit/s erzielt. Für größere Reichweiten wurden drei Doppeladern verwendet. In Europa wurde die HDSL-Technik vorzugsweise für Standleitungen mit 2048 kbit/s (E1) verwendet. Die mit HDSL erreichbare Reichweite steigt sowohl mit dem Querschnitt der Leitungsadern als auch mit der Zahl der Doppeladern: Bei Mehrpaarsystemen verteilt sich der Datenstrom jeweils auf die Doppeladern. Bei einem Dreipaarsystem beträgt die Übertragungsrate 784 kbit/s pro Leitungspaar und dadurch werden die 2048 kbit/s ermöglicht. Durch diese Reduzierung der Übertragungsrate des Datenstroms verschiebt sich das zur Übertragung benötigte Frequenzspektrum nach unten. Damit wird vermieden, dass hohe Frequenzanteile verwendet werden müssen. Bei hohen Frequenzen steigt die Leitungsdämpfung der Doppeladern stark an (etwa mit der Quadratwurzel der Frequenz).

### Reichweite und Repeater
Unter typischen Nebensprechbedingungen, wie sie in Deutschland in Kabelbündeln vorliegen, beträgt die Reichweite eines Zweipaar-Systems der ersten HDSL-Generation, die auf 2B1Q-Technik basiert, bei einem Leiterdurchmesser von 0,4 mm rund 2,6 km. Wenn für die Übertragung nur eine Kupferdoppelader zur Verfügung steht, verringert sie sich auf 2 km.
Stellt man unter vergleichbaren Bedingungen dem Benutzer die 2048 kbit/s mit der Vorläufertechnologie für E1-Standleitungen, dem HDB3-Code (beispielsweise für einen ISDN-Primärmultiplexanschluss), zur Verfügung, so erfordert das außer zwei Doppeladern (jeweils eine für die Hin- und Rückrichtung im Simplex-Betrieb) bei einer Reichweite von 500 m vier Repeater, die das elektrische Signal regenerieren. Weil HDSL hier noch ohne Repeater auskommt, hat diese Technologie erhebliche Kostenvorteile.
Der Reichweitengewinn der HDSL-Technik bei E1 entsteht im Wesentlichen durch die verbesserte Leitungscodierung mit 2B1Q statt mit HDB3. Die durch HDSL überbrückbaren Entfernungen lassen sich durch den Einsatz von Repeatern ebenfalls vergrößern, welche jedoch Mehrkosten verursachen. HDSL-Repeater können gewöhnlich fernüberwacht werden, so dass bei einer Strecke, in die mehrere Repeater eingeschaltet sind, das defekte Teilstück identifiziert werden kann. Diese Technik wurde von der Deutschen Bahn entlang mancher Gleisstrecken installiert.

## Weiterentwicklungen
Seit den ersten Erfahrungen mit HDSL wurde ein neuer Leitungscode, der so genannte CAP (Carrier-less Amplitude and Phase Modulation) zur Einsatzreife gebracht. Neuere HDSL-Übertragungssysteme verwenden diesen Code.
Die Weiterentwicklung der HDSL-Technik ist die SDSL-Technik.